# Erik Hansen (regatista)
Erik Herman Hansen (Copenhague, 4 de junio de 1945) es un deportista danés que compitió en vela en la clase Soling.
Participó en dos Juegos Olímpicos de Verano en los años 1976 y 1980, obteniendo dos medallas, oro en Montreal 1976 y oro en Moscú 1980. Ganó dos medallas en el Campeonato Mundial de Soling, en los años 1977 y 1989, y tres medallas en el Campeonato Europeo de Soling entre los años 1976 y 1980.

## Palmarés internacional
| Juegos Olímpicos   | Juegos Olímpicos     | Juegos Olímpicos  | Juegos Olímpicos |
| Año                | Lugar                | Medalla           | Clase            |
| ------------------ | -------------------- | ----------------- | ---------------- |
| 1976               | Montreal (Canadá)    | Medalla de oro    | Soling           |
| 1980               | Moscú (URSS)         | Medalla de oro    | Soling           |
| Campeonato Mundial |                      |                   |                  |
| Año                | Lugar                | Medalla           | Clase            |
| 1977               | Hankø (Noruega)      | Medalla de plata  | Soling           |
| 1979               | Visby (Suecia)       | Medalla de plata  | Soling           |
| Campeonato Europeo |                      |                   |                  |
| Año                | Lugar                | Medalla           | Clase            |
| 1976               | Ginebra (Suiza)      | Medalla de plata  | Soling           |
| 1977               | Atenas (Grecia)      | Medalla de bronce | Soling           |
| 1980               | Helsinki (Finlandia) | Medalla de bronce | Soling           |